# Francisco Lavernia
Francisco Lavernia, né le 3 avril 1918, à Camagüey, à Cuba et décédé le 19 avril 2005, à Miami, en Floride, est un ancien joueur cubain de basket-ball.